# Edmond Le Bœuf
Edmond Leboeuf, także Le Boeuf, (ur. 6 grudnia 1809 w Paryżu; zm. 7 czerwca 1888 w Bailleul) – francuski generał i mąż stanu, marszałek Francji.
Leboeuf zdobył wykształcenie na École Polytechnique, w 1832 wstąpił do wojsk artyleryjskich, w latach 1837-1841 służył w Algierii. W 1854 jako porucznik i szef sztabu artylerii udał się na Krym. W listopadzie 1854 awansował na generała brygady a w 1857 na generała dywizji.
W styczniu 1869 został dowódcą 6. Korpusu Armijnego w Tuluzie. Od 21 sierpnia 1869 do 20 lipca 1870 piastował urząd ministra wojny Francji.
Zmarł 7 czerwca 1888 w Bailleul.